# La naissance d'un rêve
La naissance d'un rêve (El nacimiento de un sueño, en francés) es el segundo álbum oficial de la banda alemana Lacrimas Profundere de Death/Doom. A diferencia del primer LP, éste tiene una mejor producción de los instrumentos, así como el perfeccionamiento de la voz de Christopher Schmid y la técnica del resto de los músicos. Es el disco de Lacrimas Profundere que contiene las canciones más largas de su historia (llegando a sobrepasar casi todas los diez minutos) y sus letras se encuentran en inglés, alemán (Lilienmeer) y latín (Priamus).

## Lista de canciones
1. "A Fairy's breath" - 12:57
2. "Priamus" - 11:23
3. "Lilienmeer" - 2:32
4. "The gesture of the gist" - 10:15
5. "A orchid for my withering garden" - 6:35
6. "Enchanted and in silent beauty" - 11:46

## Repartición
- Oliver Nikolas Schmid - Guitarra líder
- Christopher Schmid - Voz
- Christian Steiner - Teclado
- Anja Hötzendorfer - Violín y voz femenina
- Markus Lapper - Bajo
- Stefan Eireiner - Batería
- Eva Stöger - Flauta

- Datos: Q1631596